# Swatch

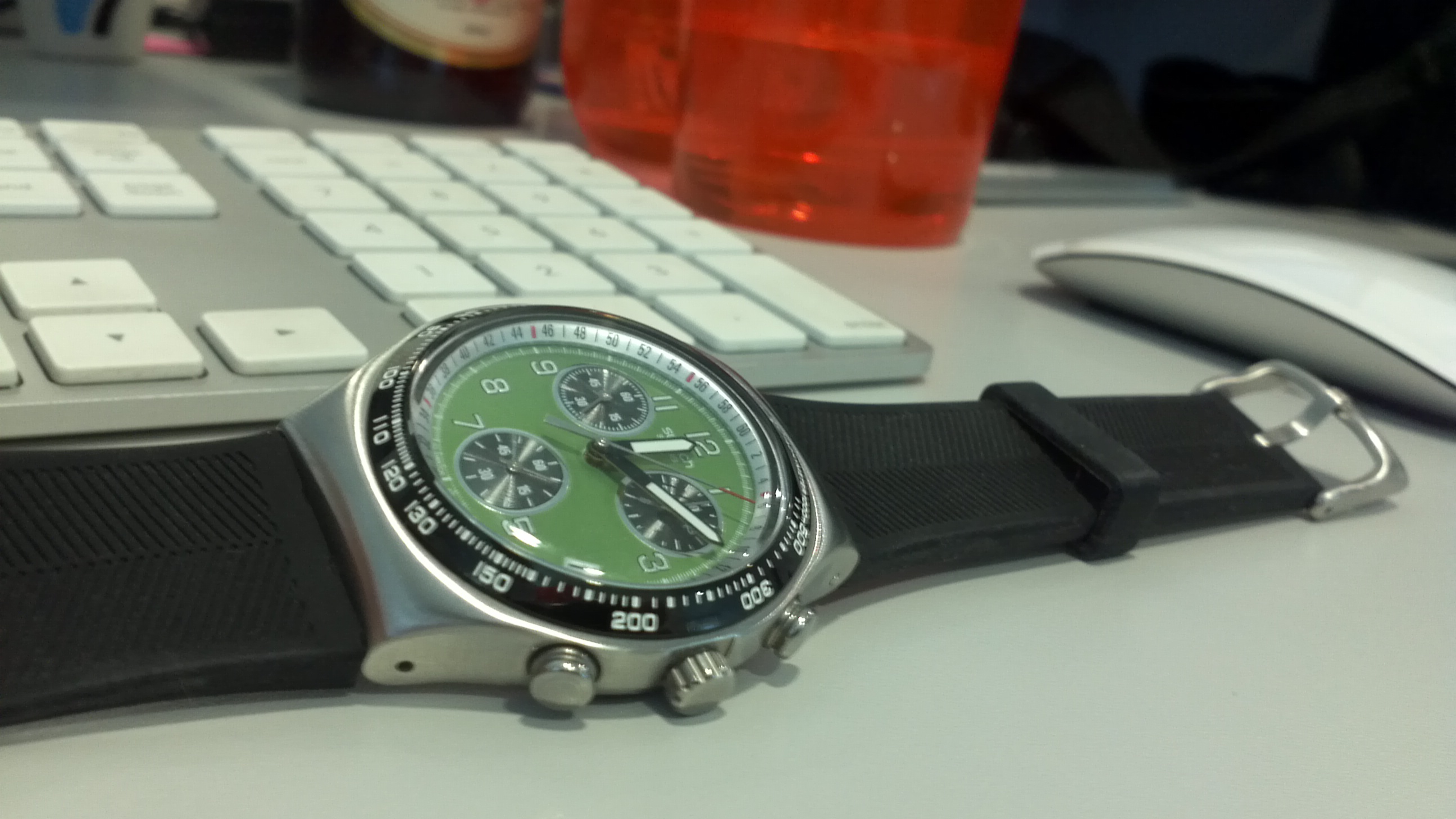
Swatch da linha IRONY

Flik Flak

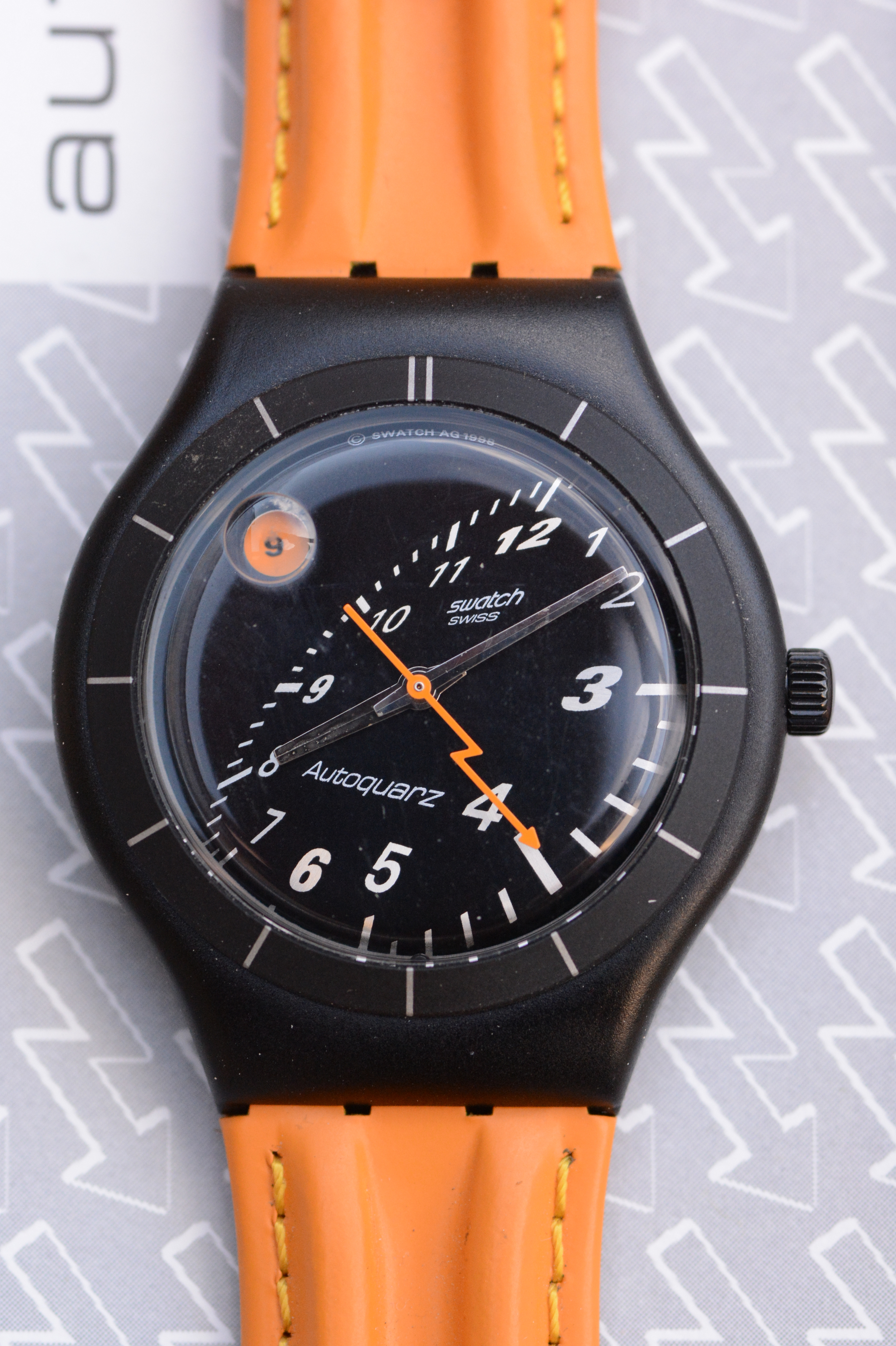
Swatch Swiss Autoquarz, 1998

A Swatch é uma marca suíça de relógios de quartzo pertencente ao The Swatch Group. Os relógios da marca  utilizam o apelo estético como maior destaque. Seus relógios são, muitas vezes, coloridos e utilizam como estampa símbolos culturais, como a série sobre os vilões dos filmes do agente James Bond.
A marca "Swatch" é geralmente mal interpretada, pois frequentemente julgam que o seu nome deriva de uma contracção das palavras ""Swiss Watch"", mas Nicolas Hayek, o presidente de The Swatch Group, afirma que a contracção original era " Second Watch ". O novo relógio foi introduzido como um novo conceito do produto: casual, divertido e com acessórios não reutilizáveis. A primeira colecção de 12 modelos da Swatch foi lançada no dia 1 de Março de 1983 em Zurique. Inicialmente o preço variou de 39.90 a 49.90 francos suíços, mas foi unificado em 50 francos suíços no Outono do mesmo ano. Os objetivos de vendas fixados foram de 1 milhão de relógios para 1983 e 2.5 milhões para o ano seguinte. Com uma campanha de marketing agressiva e um preço muito acessível para um relógio suíço, rapidamente conquistou o seu mercado natal. Comparado com os relógios convencionais, um Swatch era 80% mais barato relativamente aos custos de produção, devido à completa automatização da produção e redução do número de componentes dos habituais 91 ou mais, para apenas 51 componentes.
Os relógios Swatch desfrutaram o pico da sua popularidade nos Estados Unidos em meados de 1980, quando foram abertas diversas "Swatch Stores" com o único propósito de vender relógios da marca. As modas dos anos 80 incluíram usar simultaneamente dois relógios Swatch e usar um como uma faixa de rabo-de-cavalo. Alguns modelos, como o Swatch Popular, permitiam prender o relógio directamente ao vestuário.
Durante este tempo, a empresa introduziu a ideia da criação de parcerias com artistas notáveis, incluindo Keith Haring e outros. Relógios de artista deram um novo prestigio ao que outrora tinha sido apenas um artigo de moda para o uso dos jovens. Embora as vendas dos relógios Swatch estejam no presente consideravelmente abaixo de anos anteriores, a Swatch Group permanece a maior companhia de relógios do mundo , e o grupo acelerou a sua aquisição de marcas de luxo nos anos mais recentes. Estas marcas incluem: Breguet, Blancpain, Jaquet Droz, Glashütte-original, Union Glashütte, Léon Hatot, Omega, Rado, Longines, Tissot, Calvin Klein, Certina, Mido, Pierre Bal-main, Hamilton, Flik Flak e Endura.
A própria Swatch também diversificou consideravelmente as suas ofertas, e a companhia vende agora mais de uma dúzia de diferentes tipos de relógios, incluindo os de corpo metalizado (a série Irony), de mergulho (a série Scuba), de corpo magro e planos (a família Skin) e até mesmo um relógio que se conecta à Internet, que pode carregar cotações de acções, manchetes de notícias, boletins meteorológicos e outros dados (a série Papparazzi).
Eles tornaram-se objectos de moda, gerando modelos especializados (o "Flik-Flak" para crianças, relógios semiautomáticos, e até mesmo relógios Swatch decorados com diamantes). A companhia também produz relógios com temas sazonais.
Swatch foi o cronometrista oficial nas Olimpíadas 1996, Olimpíadas 2000 e Olimpíadas 2004.
O fundador e presidente do Swatch Group, Nicolas Hayek, faleceu em 28 de junho de 2010, aos 82, vítimado por uma parada cardiaca durante o trabalho.
A Swatch pretende lançar o seu relógio inteligente em 2015, com o anúncio oficial a estar planeado para o final do verão. A aposta da marca suíça pretende rivalizar com o Apple Watch.